# 포위

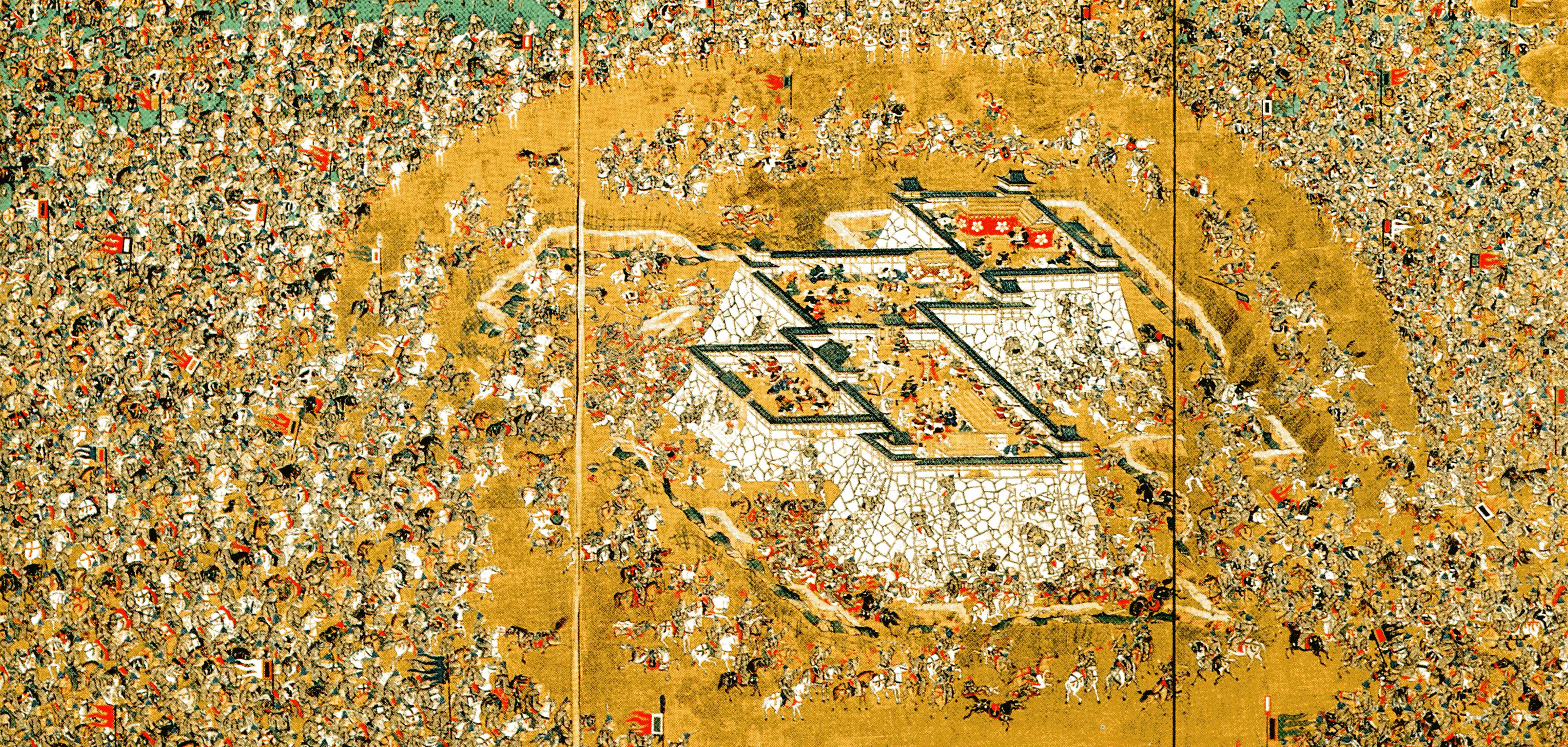
임진왜란 중의 포위된 울산성을 그린 일본 그림.

포위(包圍; encirclement)란 특정 집단이 고립되어 적성 세력에 의해 둘러싸이게 된 상황을 말한다.
이 상황은 포위된 세력에게 매우 위험하다. 전략 수준에서는 보급이나 증원을 받을 수 없으며, 전술 수준에서는 여러 방향에서 동시에 공격받을 수 있기 때문이다. 철수할 수 없기 때문에, 포위망이 풀리거나 포위망을 뚫지 않는 한, 포위된 세력에게는 죽을 때까지 싸우던가 항복하는 수 밖에는 남지 않게 된다.

## 같이 보기
- 봉쇄
- 기동전